# Bolossy Kiralfy

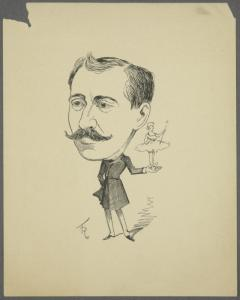
Karikatur von Bolossy Kiralfy

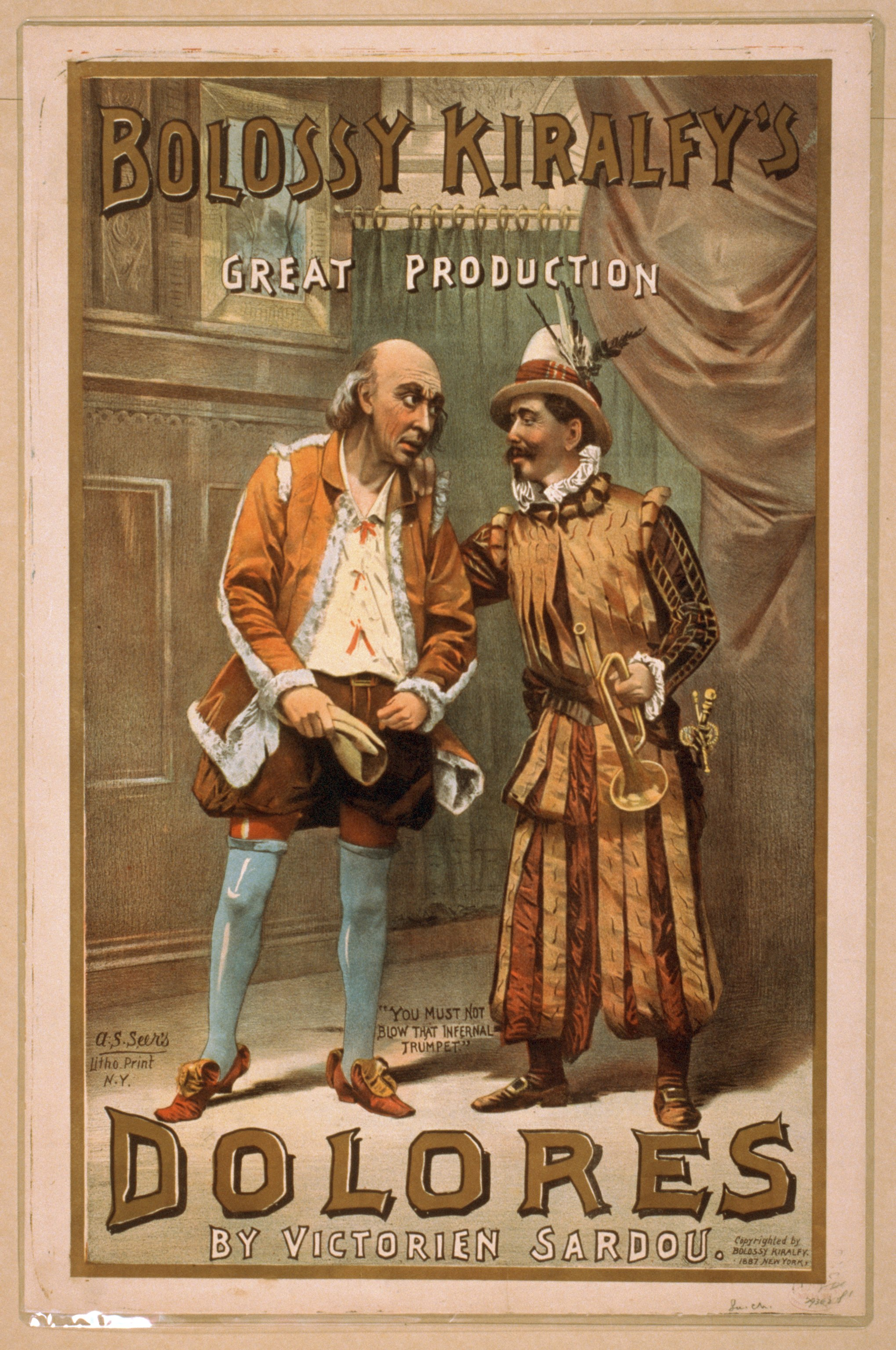
Werbung für Kiralfy's große Produktion Dolores

Bolossy Kiralfy, eigentlicher Name Balázs Königsbaum, (* 31. Januar 1847 in Pest; † 6. März 1932 in London) war ein Performer, Produzent, Schriftsteller und Schöpfer musikalischer Spektakel im späten 19. Jahrhundert.

## Leben
Bolossy Kiralfy war eines von sieben Kindern des Textilfabrikanten Jacob Königsbaum und dessen Frau Anna Rosa Weisberger. Die Familie war wohlhabend und jüdischer Herkunft. Der Vater Jacob Königsbaum war ein prominenter Unterstützer der Ungarischen Revolution 1848/1849 und entging nur knapp einer Verhaftung durch die österreichischen Behörden. In der Folge ging das Familienunternehmen insolvent, und die Familie verarmte.
Zusammen mit seinem älteren Bruder Imre stand er bereits im Alter von vier Jahren mit ungarischen Tänzen auf der Bühne. Die Familie, die den Namen Kiralfy angenommen hatte, ging nach Deutschland, wo die Brüder in den frühen 1860er Jahren in Berlin und München auftraten. Zwischen 1865 und 1869 pendelte die Familie zwischen Brüssel, London und Paris. 1869 ging die Familie in die Vereinigten Staaten, wo die Brüder und drei Schwestern als Tänzer auftraten. Ab 1872 produzierten Imre und Bolossy Musicals. Als Kiralfy Brothers wurden die Brüder berühmt und die weitere Laufbahn deckte sich daher mit der seines Bruders Imre.
Bolossy heiratete 1874 Elise Marie Waldau, von der er sich 1899 scheiden ließ und seine zweite Frau, Helen (Nellie) Dawnay, heiratete.  Seine Kinder Verona und Calvin traten ebenfalls erfolgreich auf.
1886 trennten sich die Brüder im Streit. Bolossy war weiter als Produzent neuer Musicals aktiv. So produzierte er 1887 Dolores von Victorien Sardou, 1887 Mathias Sandorf von Jules Verne, 1890 eine Neuauflage von Around the World in 80 Days von Jules Verne, 1891 King Salomon und 1893 Der Orient im Olympia in London, die größte Schau weltweit, mit 2500 Akteuren auf der Bühne. Anlässlich der Berliner Gewerbeausstellung 1896 präsentierte er die Schau in dem dafür Alexanderstraße/Ecke Magazinstraße errichteten Olympia-Riesentheater. 1897 pachtete er zusammen mit Herman Haller den ehemaligen Cirkus Renz (Am Cirkus 1) und eröffnete dort das Neue Olympia-Riesentheater, das aber bereits 1899 geschlossen wurde. Die Schau Orient zeigte er 1900 auch auf der Weltausstellung in Paris. Danach zog er sich ins Privatleben zurück.